# Triphora carnosula
Triphora carnosula är en orkidéart som först beskrevs av Heinrich Gustav Reichenbach, och fick sitt nu gällande namn av Rudolf Schlechter. Triphora carnosula ingår i släktet Triphora och familjen orkidéer. Inga underarter finns listade i Catalogue of Life.